# Tabun-Höhle

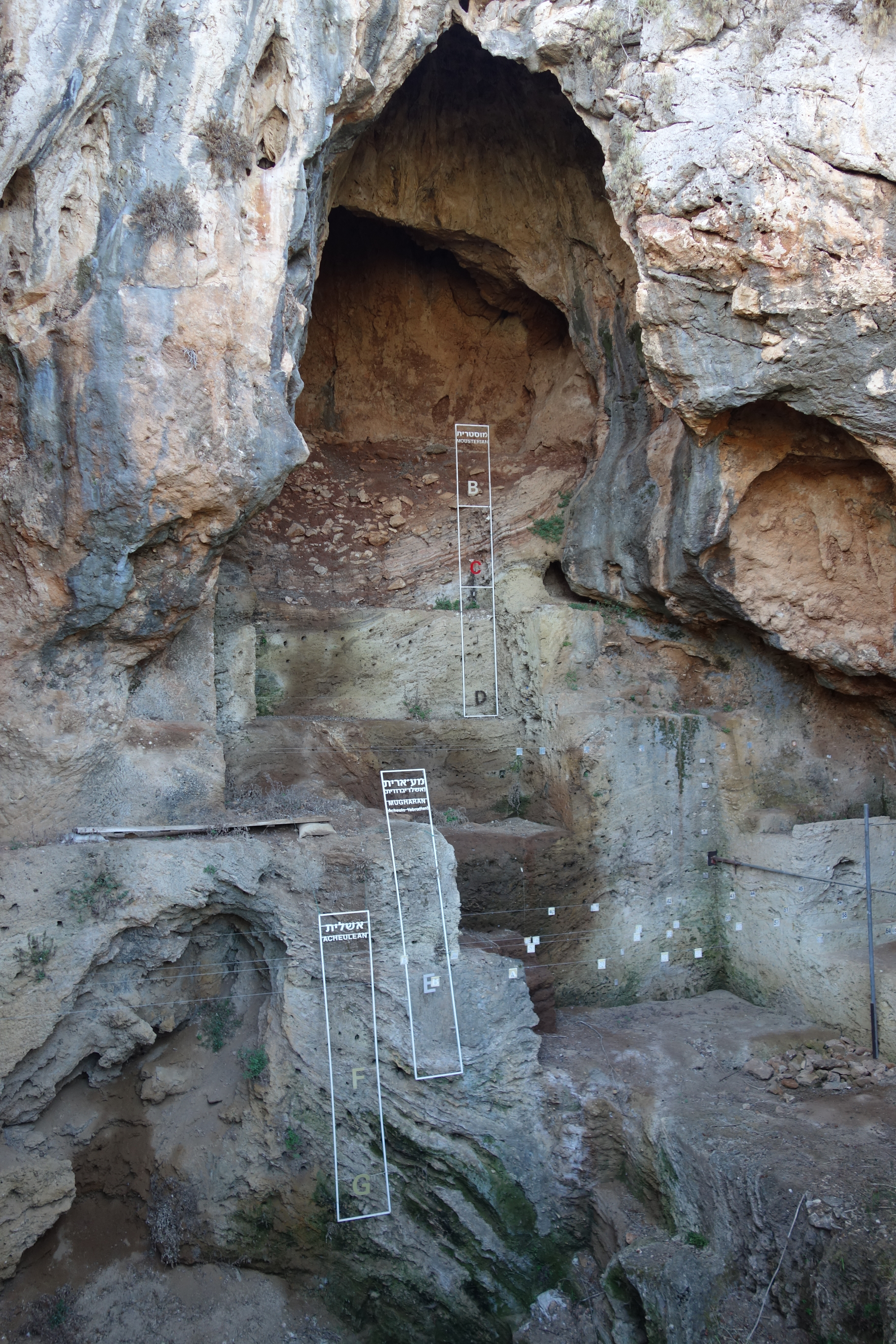
Archäologische Schichtenfolge der Tabun-Höhle (Schauprofil)

Die Tabun-Höhle (deutsch Backofen-Höhle) ist eine Höhle im Naturschutzgebiet Nahal Me’arot im Karmel-Gebirge (Israel), knapp 20 Kilometer südlich von Haifa. Die Höhle ist ein bedeutender Fundplatz von Knochen und Werkzeugen der Neandertaler. Die etwa 25 Meter mächtige Schichtenfolge enthält Fundschichten des Alt- und Mittelpaläolithikums, die an der Basis etwa 500.000 Jahre alt sind. Die jüngsten Schichten sind etwa 40.000 Jahre alt. Im Jahr 2012 wurde die Höhle in das UNESCO-Welterbe aufgenommen.

## Entdeckungsgeschichte
Die Höhle wurde von der britischen Archäologin Dorothy Garrod entdeckt und zwischen 1929 und 1934 erstmals untersucht. Spätere Grabungen (1967–1972) wurden unter Leitung von Arthur Jelinek in den unteren Schichten durchgeführt, die dem Acheuléen, Amudien und Jabrudien zuzuordnen sind. Die unteren Schichten wurden erneut in den 1990er Jahren von Avraham Ronen (Universität Haifa) untersucht.

## Funde

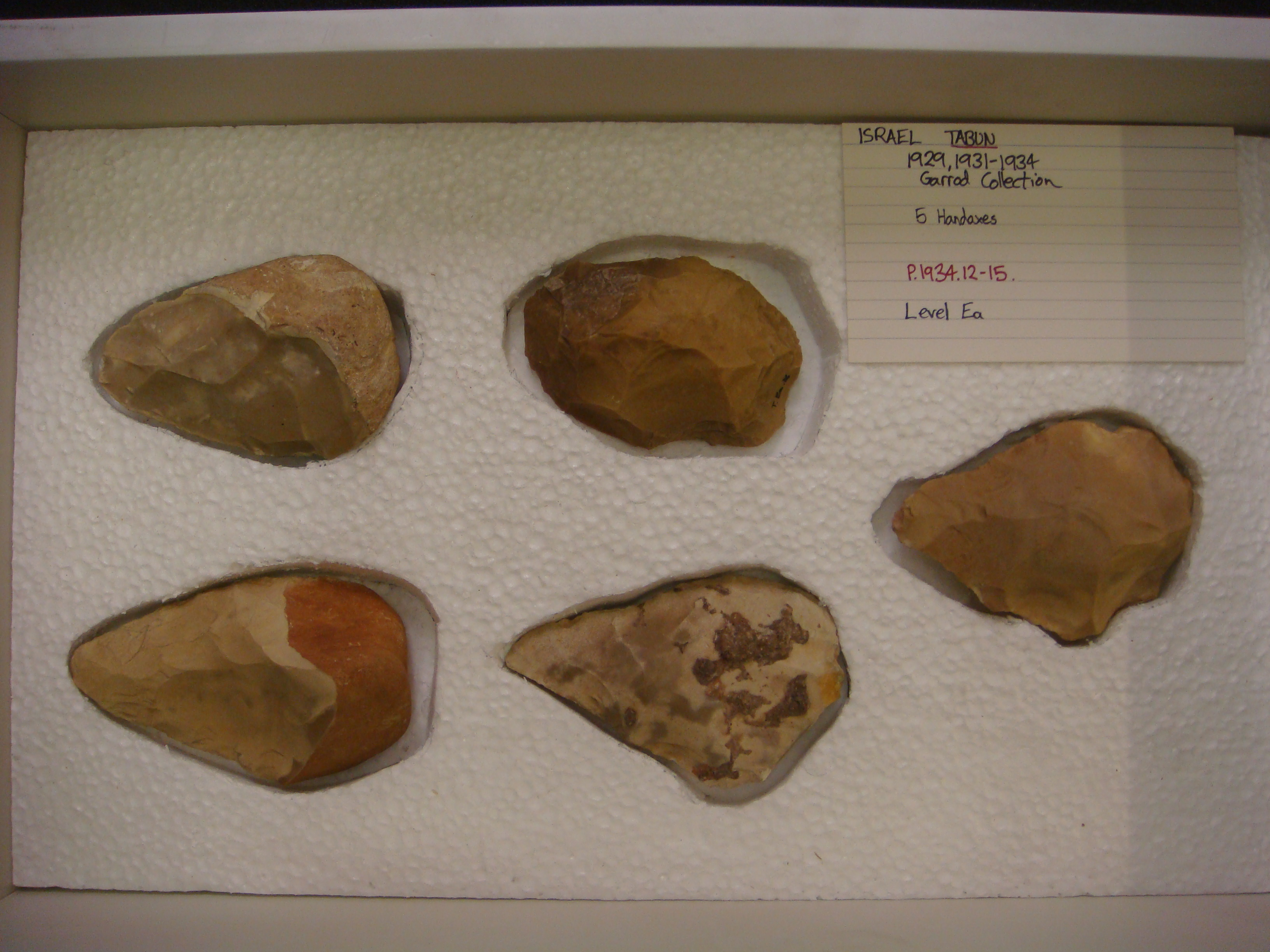
Fünf Faustkeile aus Tabun, ausgegraben 1929–1934, ausgestellt im British Museum in London

Bedeutend in ihrer Funddichte sind besonders die Fundschichten des Moustériens. Die Bestattung eines vermutlich weiblichen Neandertalers (Tabun C1 oder Tabun 1) aus der Schicht B oder C der Höhle ist auf ein Alter von 80.000–120.000 Jahren datiert worden. Sie wurde von einer örtlichen Mitarbeiterin namens Yusra entdeckt. Annähernd gleich alt ist der bis auf einen linken Schneidezahn (I1) vollständig bezahnte Neandertaler-Unterkiefer Tabun 2. Das Alter weiterer isolierter Zähne aus den B-Schichten wurden mittels ESR und Uran-Thorium-Datierung ermittelt. Diese bestätigten ein radiometrisches Alter von 80.000–90.000 Jahren. Die Fehlerbreite der Daten aus denselben stratigraphischen Einheiten im Vergleich der radiometrischen Methoden von ESR und TL wird jedoch als erheblich eingeschätzt.
Tabun 1 wird im Natural History Museum, London, verwahrt, Tabun 2 im Rockefeller-Museum, Jerusalem.
In einer 16 Meter tief liegenden Fundschicht wurden verbrannte Steine gefunden, die auf ein Alter von 350.000 Jahren datiert und als Beleg von regelmäßigem Feuermachen interpretiert wurden.

## Belege
1. ↑  Rainer Grün, Chris Stringer: Tabun revisited: revised ESR chronology and new ESR and U-series analyses of dental material from Tabun C1. In: Journal of Human Evolution. 39, 2000, S. 601–612, doi:10.1006/jhev.2000.0443.
2. ↑  Dov Zviely, Ehud Galili, Avraham Ronen, Amos Salamon, Zvi Ben-Avraham: Reevaluating the tectonic uplift of western Mount Carmel, Israel, since the middle Pleistocene. In: Quaternary Research. 71, 2009, S. 239–245, doi:10.1016/j.yqres.2008.11.008.
3. ↑  Garrod, D.A.E., Bate, D.M.A.: The Stone Age of Mount Carmel I: Excavations at the Wadi El-Mughara. Clarendon Press, Oxford, 1937.
4. ↑  Theodore Doney McCown und Arthur Keith: The Stone Age of Mount Carmel. Vol. II: The Fossil Human Remains from the Levalloiso-Mousterian. Oxford University Press at the Clarendon Press, Oxford 1939.
5. ↑  Arthur Jelinek, William R. Farrand, Georg Haas, A. Horowitz, Paul Goldberg: New excavations at the Tabun Cave, Mount Carmel, Israel, 1967–1972. A Preliminary Report. In: Paléorient 1, 2, 1973, S. 151–183.
6. ↑  Avraham Ronen, Alexander Tsatskin: New interpretation of the oldest part of the Tabun cave sequence, Mount Carmel, Israel. In (H. Ullrich, Ed.) Man and Environment in the Paleolithic. ERAUL, Band 62, 1995, S. 265–281.
7. ↑  Henry P. Simpson, John J. Schwarcz, Christopher B. Stringer: Neanderthal skeleton from Tabun: U-series data by gamma-ray spectrometry. In: Journal of Human Evolution. 35, 1998, S. 635–645, doi:10.1006/jhev.1998.0252.
8. ↑  Tabun 1, Smithsonian National Museum of Natural History.
9. ↑  Eintrag Tabun 2 in Bernard Wood: Wiley-Blackwell Encyclopedia of Human Evolution. Wiley-Blackwell, 2011, ISBN 978-1-4051-5510-6
10. ↑  Alfredo Coppa, Rainer Grün, Chris Stringer, Stephen Eggins, Rita Vargiu: Newly recognized Pleistocene human teeth from Tabun Cave, Israel. In: Journal of Human Evolution. 49, 2005, S. 301–315, doi:10.1016/j.jhevol.2005.04.005.
11. ↑  A. R. Millard: A critique of the chronometric evidence for hominid fossils: I. Africa and the Near East 500-50 ka. In: Journal of human evolution. Band 54, Nummer 6, Juni 2008, S. 848–874, ISSN 0047-2484. doi:10.1016/j.jhevol.2007.11.002. PMID 18201747.
12. ↑  Ron Shimelmitz et al.: ‘Fire at will’: The emergence of habitual fire use 350,000 years ago. In: Journal of Human Evolution. Band 77, 2014, S. 196–203, doi:10.1016/j.jhevol.2014.07.005